# Праисторија на тлу Пољске
Праисторија на тлу Пољске обухвата период од досељавања првих људи до распада првобитне људске заједнице у Пољској. Археолошки налази су једини извор за историју овог доба, пошто је писменост стигла у Пољску тек 966. са примањем хришћанства.

### Палеолит
Према археолошким налазима, у јужном делу данашње Пољске живео је у раном палеолиту неандерталски човек. После отапања леда и стварања блажих климатских услова крајем палеолита, насељена је сва Пољска изузев обале Балтичког мора.

### Неолит
Цивилизација раног неолита на територији Пољске је развијена, у континуитету са неолитском цивилизацијом северне и источне Европе.

### Лужичка племена
У другој половини II миленијума п. н. е. Пољску насељавају лужичка племена. Археолошки налази говоре да су лужичка племена, поред тога што су се бавила сточарством, добро познавала обраду бронзе, а од VII века п. н. е. и гвожђа. Племена често међу собом ратују, те се насеља утврђују земљаним и каменим зидовима или дрвеном оградом. Првобитна заједница лужичких племена распада се у III и II веку п. н. е.
О значају лужичких племена данас постоје два, још непотврђена гледишта:
- старије (са почетка 20. века) - да су они преци Словена.[1]
- новије (шире прихваћено) - да су преци Германа.[2]